# 圣心主教座堂 (拉合尔)

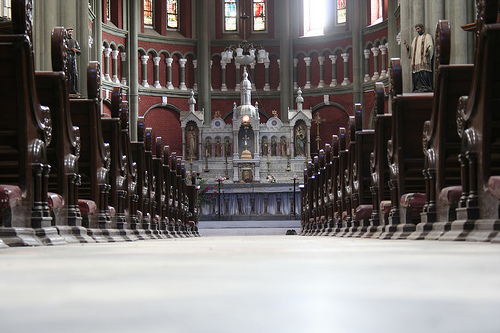

圣心主教座堂是天主教拉合尔总教区的主教座堂，位于巴基斯坦拉合尔。1907年11月19日祝圣。其风格为罗曼拜占庭式，设计者为比利时安特卫普建筑师Dubbeleere博士。。
在该堂的百年庆典之际，巴基斯坦邮政总局发行了纪念邮票，教廷大使也宣读教宗诏书。
2008年3月11日，一名自杀式袭击者驾驶满载炸药的汽车闯进八层FIA办公楼，该堂至少有十扇花窗玻璃被毁。
到2011年，该堂已经举行了2万多次洗礼和接近5,500次婚礼。